# Jan Hooks

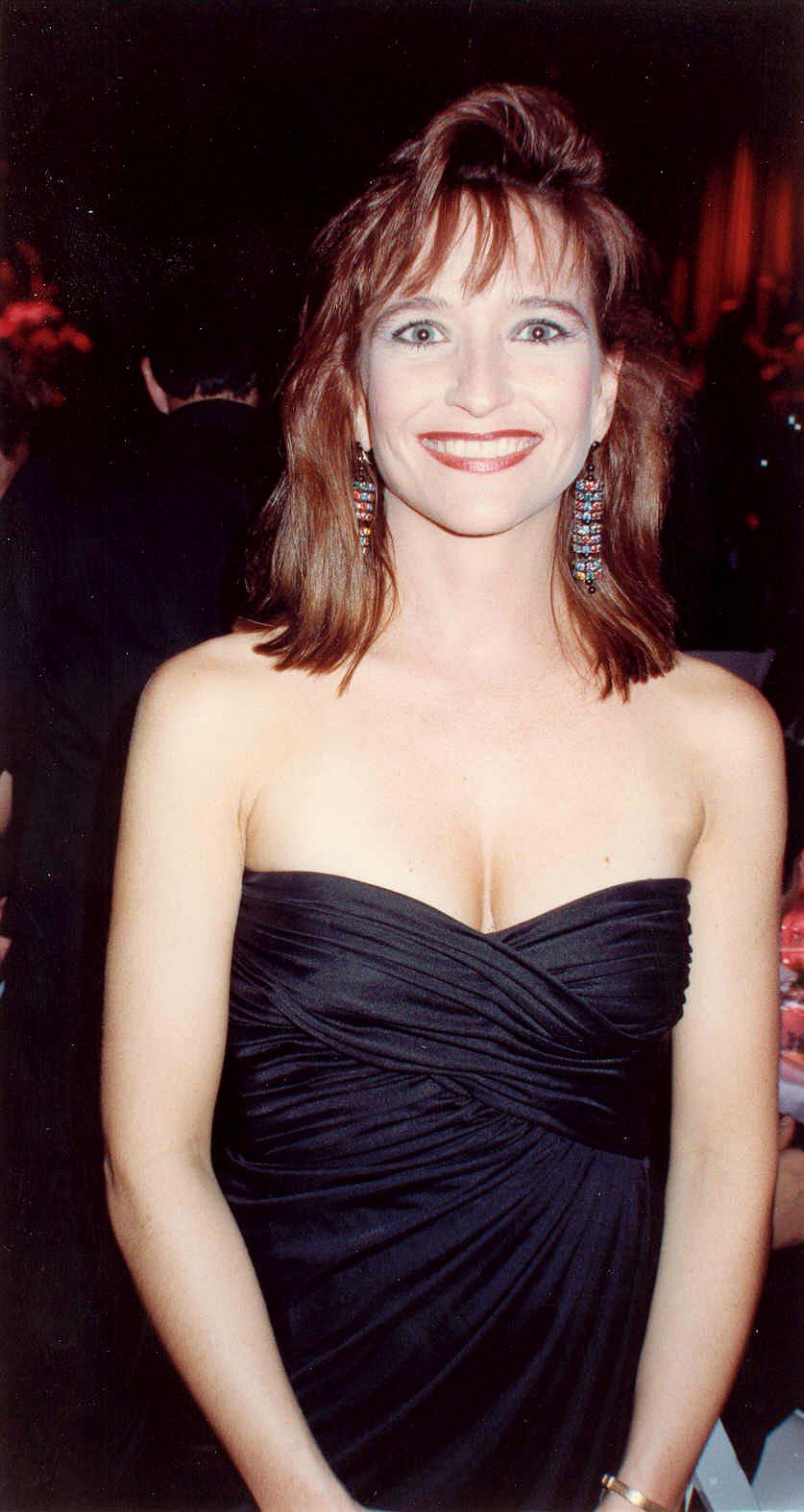
Jan Hooks

Janet Vivian Hooks (* 23. April 1957 in Decatur, Georgia; † 9. Oktober 2014 in Woodstock, New York) war eine US-amerikanische Filmschauspielerin und Komikerin.

## Leben
Jan Hooks spielte bereits Theater in der High School in Fort Myers. Nach ihrem Abschluss 1975 wurde sie Mitglied der Comedy-Gruppe The Groundlings. Ab 1980 hatte sie erste TV-Auftritte. Landesweit bekannt wurde sie ab 1986 als Mitglied der Sendung Saturday Night Live, hier spielte sie zahlreiche Sketche und führte Imitationen vor, darunter von Hillary Clinton, Sinéad O’Connor, Nancy Reagan, Bette Davis und viele mehr.
Ab 1991 war sie in der Sitcom Mann muss nicht sein als Carlene Frazier-Dobber zu sehen und bei Hinterm Mond gleich links als Vicki. Für die Serie Die Simpsons synchronisierte sie Apus Frau Manjula.
Jan Hooks starb am 9. Oktober 2014 in ihrem Haus in Woodstock an Kehlkopfkrebs.

## Filmografie (Auswahl)
- 1983–1984: Not Necessarily the News (Comedyshow, 10 Folgen)
- 1986–1994: Saturday Night Live (Comedyshow, 100 Folgen)
- 1991–1993: Mann muss nicht sein (Designing Women, Fernsehserie, 45 Folgen)
- 1992: Batmans Rückkehr (Batman Returns)
- 1993: Die Coneheads (Coneheads)
- 1996–2000: Hinterm Mond gleich links (3rd Rock from the Sun, Fernsehserie, 16 Folgen)
- 1997–2002: Die Simpsons (The Simpsons, Zeichentrickserie, Stimme, 6 Folgen)
- 1998: Simon Birch
- 2001–2002: Primetime Glick (Fernsehserie, 6 Folgen)
- 2004: Jiminy Glick in Gagawood
- 2010: 30 Rock (Fernsehserie, 2 Folgen)